# 额尔滚赛埃图河
额尔滚赛埃图河，是位于中华人民共和国青海省海西蒙古族藏族自治州格尔木市西部地区的一条河流，楚拉克阿拉干河右岸支流。发源于青海、新疆交界处，昆仑山布喀达坂峰东北约25千米的山地，源头海拔5200米。自源头向东北流约6千米后转东南流，约30千米后曲折转向北流，32千米后左纳最大支流克其克孜苏河后转东流，3.5千米后转东北流，约70千米后分为三股，再流4千米左右汇入楚拉克阿拉干河。汇口（靠下者）海拔3656米。河长146千米，流域面积3600平方千米，河道平均比降10.58‰，年均径流2.1亿立方米。流域内拥有大面积高寒草甸类草场。